# 10090 Sikorsky
10090 Sikorsky eller 1990 TK15 är en asteroid i huvudbältet som upptäcktes den 13 oktober 1990 av de båda rysk-sovjetiska astronomerna Galina Kastel och Ljudmila Karatjkina vid Krims astrofysiska observatorium på Krim. Den är uppkallad efter den rysk-amerikanske flygpionjären Igor Sikorsky.
Asteroiden har en diameter på ungefär fem kilometer och tillhör asteroidgruppen Vesta.